# Erol Uysal
Erol Uysal (* 1963 in Istanbul) ist ein türkischer zeitgenössischer Bildhauer und Maler.

## Leben

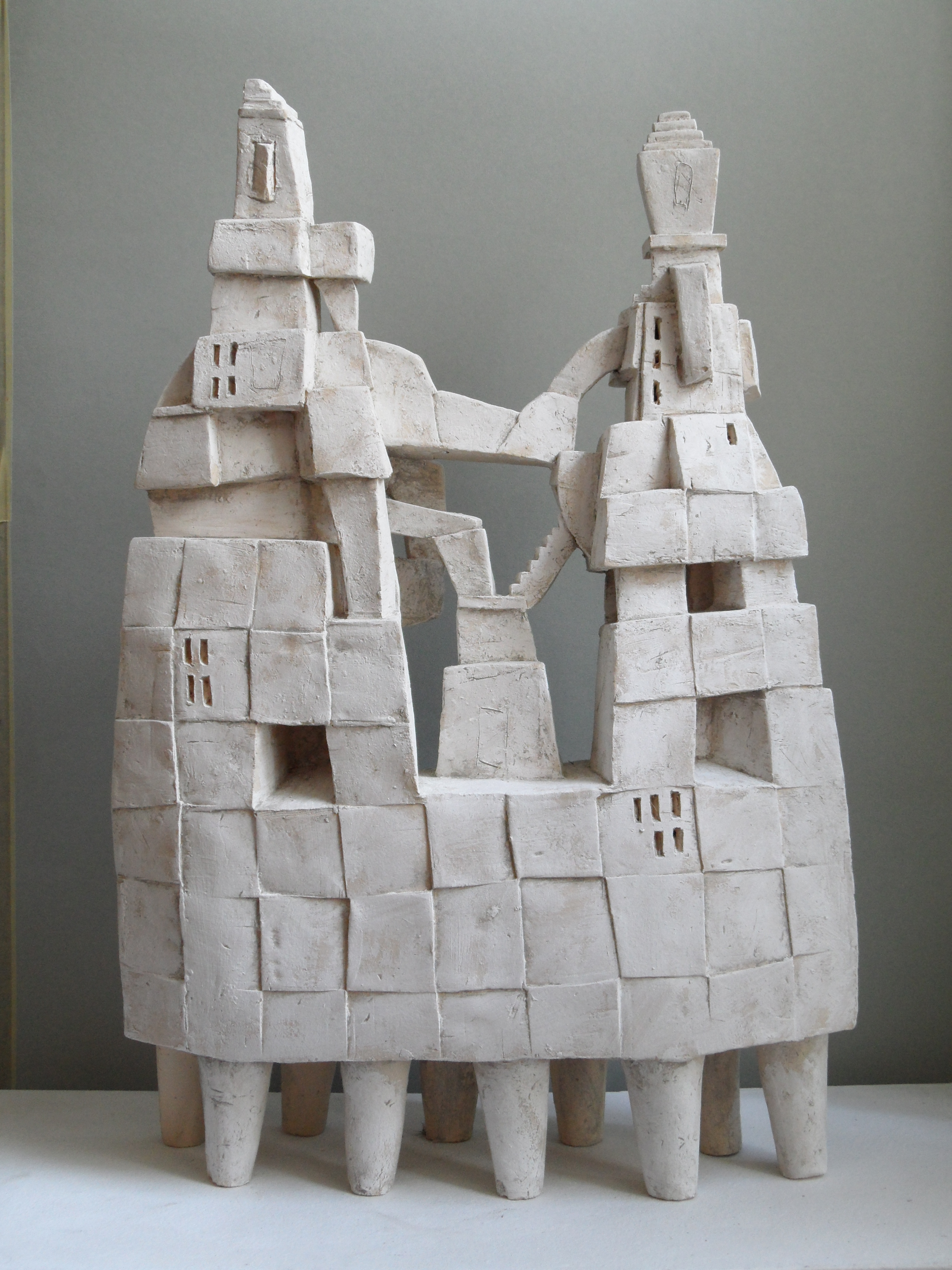
Bau, 2012, Ton bemalt, 68 × 47 × 18

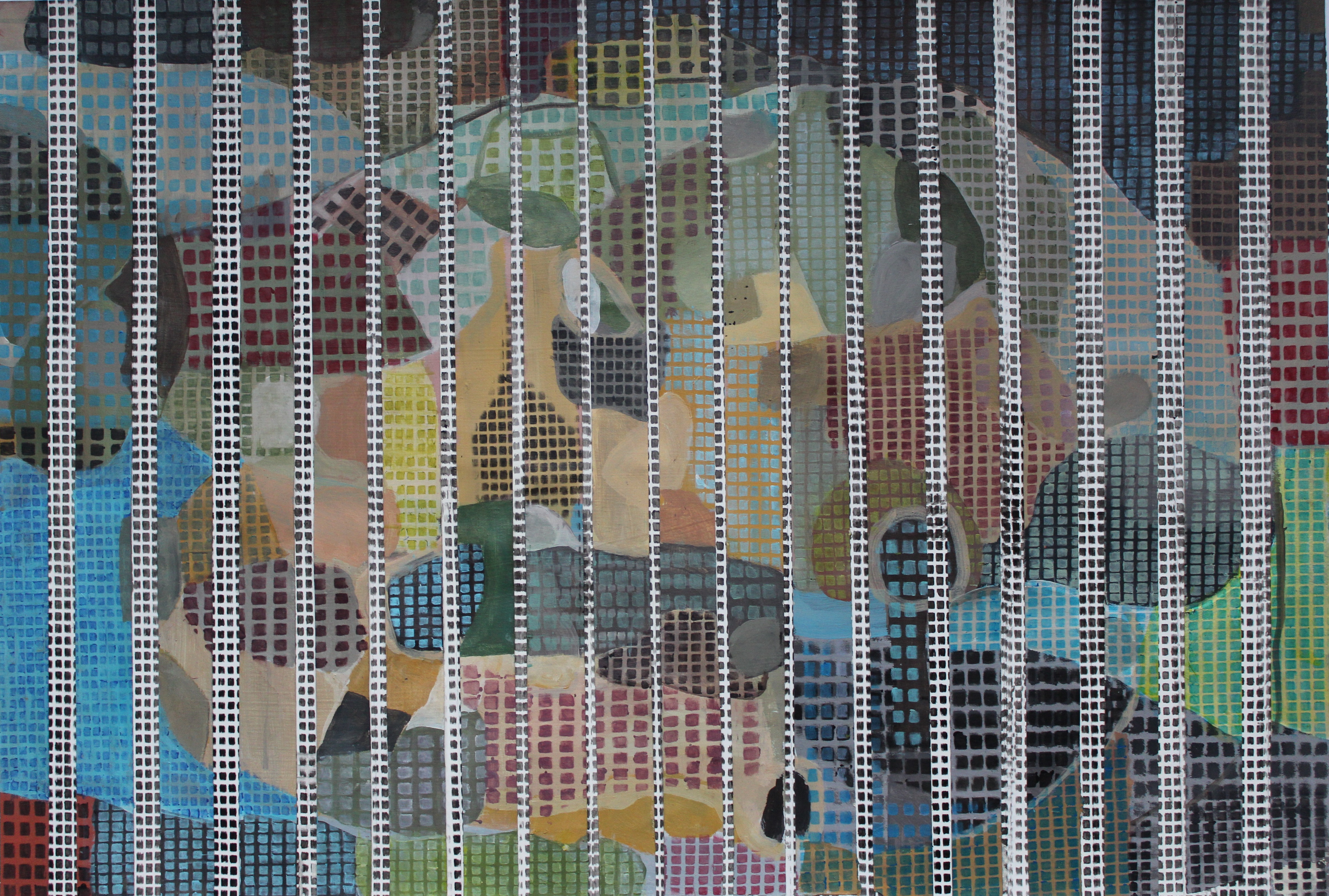
QuanTRäume,2015 Acryl auf Papier 30 × 40

1990 begann Uysal ein Studium der Bildhauerei an der Universität der Künste in Berlin bei Lothar Fischer.
Uysal wurde 1963 in Istanbul geboren.
Von 1985 bis 1989 belegte er ein Studium der Keramik und Bildhauerei an der Marmara-Universität, Kunstfakultät in Istanbul.
1989 erhielt er einen Skulptur-Preis der Stiftung Turgut Pura in Izmir.
1996 war er Meisterschüler an der Universität der Künste in Berlin bei Lothar Fischer.
1999 erhielt Uysal ein Karl-Hofer-Stipendium in Berlin.
2003 war er bei der Künstlerförderung Berliner Senat für kulturelle Angelegenheiten in Berlin.
2005 war er Mitglied der Münchner Secession.
Er lebt und arbeitet in Berlin und Istanbul.

## Einzelausstellungen
- 1992 „Begegnung in Nauen“, Städtische Galerie, Nauen
- 1994 „Elementary Utopia“, Galerie Pestolazzi 23, Berlin
- 1995 Franz Reuter Galerie, Berlin
- 1999 „Malerei - Skulptur“ mit C. Lehmpfuhl Galerie Meyer, Lüneburg
- 2000 Tobias Schrade Galerie, Berlin
- 2000 Klaus Lea Galerie, München
- 2000 Ausstellung in der Werkstatt Bahnhof Westen, Berlin
- 2001 Galerie DeGeWo,Berlin
- 2005 Klaus Lea Galerie, München
- 2005 Galerie Artist, Berlin
- 2005 Galerie Artist, Istanbul
- 2007 Klaus Lea Galerie, München
- 2012 „Malerei - Skulptur“ mit Otto Müller,Galerie Klaus Lea, München
- 2018 EUTOPISCHETRÄUME Kulturhaus Centre Bagatelle e.V Berlin
- 2018 „Malerei - Skulptur“ mit Andreas Stöhrer, Galerie Tobias Schrade, Ulm.

## Gruppenausstellungen
- 1989 Turgut Pura - Stiftung, 9. Wettbewerb - Ausstellung, Izmir
- 1989 50. Landesausstellung, Ankara
- 1993 „Kleine Skulpturen“, Galerie Pels-Leusden, Villa Griesebach, Berlin
- 1995 „Fischer und Studenten“, Künstlerischer Kreis Gräfelfing, München
- 1995 „Gutenberg 2000“, Wettbewerbsausstellung, Kunstverein Eisenturm, Mainz
- 1995 Große Ausstellung München, Haus der Kunst, München
- 1996 „Visionen“, Henninger, Seefeld
- 1996 „Exterritorial“, große Ausstellung des Künstlerateliers, Töpchin
- 1996 „Metropolis“, Poetica di Frammenti, Cascina Grande, Mailand
- 1997 „Fischer und Studenten“, Quergalerie UdK, Berlin
- 1998 „Fünf Künstler“, Türkisches Haus, Berlin
- 1998 Skulpturen, Christa Schübbe Galerie, Mettmann, Düsseldorf
- 1999 „Fünf junge Künstler aus Berlin“, Galerie Alte Wäscherei, Offenburg
- 1999 „Monotype Tage“, Tobias Schrade Galerie, Berlin
- 1999 „Bilder - Skulptur“, Knack 5 Galerie, Berlin
- 1999 „Musen Online“, Künstlersymposium, Lügenmuseum, Gantikow
- 2000 „20 Jahre Künstlerkreis Ortenau“, Alte Wäscherei Galerie, Offenburg
- 2000 „Ehingen goes Art“, Bildhauersymposium, Ehingen
- 2000 „Fischer und 11 Meisterschüler“, Schloss Mochental Galerie, Ehingen
- 2000 „2. Bilderaktion“, Tobias Schrade Galerie, Berlin
- 2000 Spur-Museum, Staatsgalerie in Cordonhaus, Cham
- 2000 „Arbeit auf Papier“, Remise DeGeWo Galerie, Berlin
- 2001 „Fischer und Studenten“, Kunstverein Galerie, Augsburg
- 2001 „Skulpturen und Zeichnungen“, Klaus Lea Galerie, München
- 2001 Abschlussausstellung, Künstleratelier Westend Station, Berlin
- 2003 „70 Jahre Fischer“, Klaus Lea Galerie, München
- 2003 „Contemporary!“ Kunst in Berlin, KPM, Berlin
- 2004 „Kunstfest - Festkunst“, Klostersee Galerie, Lehnin
- 2005 „3. Dimension Skulptur heute“, Großausstellung, Haus der Kunst, München
- 2006 Jahres Ausstellung Künstlerkreis Ortenau, Offenburg
- 2006 Meister und Junge Künstler Galerie Artist, Istanbul
- 2006 Kunst in Akmerkez, Akmerkez Istanbul
- 2007 Percorsi Paralleli, Palazzo Albrizzi, Venedig
- 2007 IMSG März Ausstellung, Istanbul
- 2008 Haus-Mythos und Metapher II. München
- 2008 IMSG Sammlung Ausstellung, Istanbul
- 2008 „Hier und Dort“ Gewerkschaft Verdi, Berlin[1]
- 2009 „Künstler Graphiken aus eigenem Verlag“Galerie Nierendorf, Berlin
- 2011 Zwischen Realität und Imagination Hans-Reiffenstuel-Haus Pfarrkirchen, München
- 2013–2015 Herzflattern-Junge Kunst der 1990er Jahre Ausstellungen im Parlament, Abgeordnetenhaus Berlin
- 2012 Münchener Secession Ausstellung,Galerie Ortaköy, Besiktas, Istanbul
- 2017 MEINE AUGEN SEHEN MEHR ALS ICH MIT IHNEN Hans-Reiffenstuel-Haus Pfarrkirchen